# Incêndio na Refinaria de Paulínia em 1993
O Incêndio na Refinaria de Paulínia em 1993 foi um incêndio em tanques de diesel da Refinaria de Paulínia da Petrobras, localizada em Paulínia, em São Paulo. O incêndio teve início no dia 8 de janeiro, por volta das 3 horas e meia da manhã, e foi extinguido completamente após 12 horas.
O combate ao incêndio mobilizou 100 homens e várias equipes do Corpo de Bombeiros Militar de São Paulo e de brigadas de incêndio de empresas da cidade. A fumaça, formada por nitrogênio, enxofre e poeira, atingiu cidades localizadas a 40 km de Paulínia e provocou danos à qualidade do ar de diversos municípios. A chuva que caiu durante a manhã na cidade carregou a poeira sujando casas, carros e afetando os rios da cidade. Para conter as chamas, foi utilizada água e posteriormente espuma química, que somente conteve o fogo na terceira tentativa. Metade da carga de 15 milhões de litros de óleo diesel do tanque foi consumida pelo incêndio.